# Sasina (Oštra Luka, BiH)
Sasina je naseljeno mjesto u općini Oštra Luka, Republika Srpska, BiH.

## Povijest
Do potpisivanja Daytonskog mirovnog sporazuma bilo je dio istoimenog naseljenog mjesta u sastavu općine Sanski Most koja je ušla u sastav Federacije BiH.

## Stanovništvo
Nacionalni sastav stanovništva 2013. godine, bio je sljedeći:
ukupno: 2
- Hrvati - 2